# 브리젠드 자치시

브리젠드 자치시

브리젠드 자치시(영어: Bridgend, 웨일스어: Pen-y-bont ar Ogwr 페너본트아르오구르)는 웨일스 남부에 위치한 주급 자치시로 행정 중심지는 브리젠드이며 면적은 246km2, 인구는 139,200명(2011년 기준), 인구 밀도는 547명/km2이다.